# Bihorel
Bihorel is een gemeente in het Franse departement Seine-Maritime in de regio Normandië en telt 8645 inwoners (2004). De plaats maakt deel uit van het arrondissement Rouen.
Op 1 januari 2012 fuseerde de gemeente met Bois-Guillaume tot de gemeente Bois-Guillaume-Bihorel. Deze fusie werd op 1 januari 2014 weer ongedaan gemaakt.

## Geografie

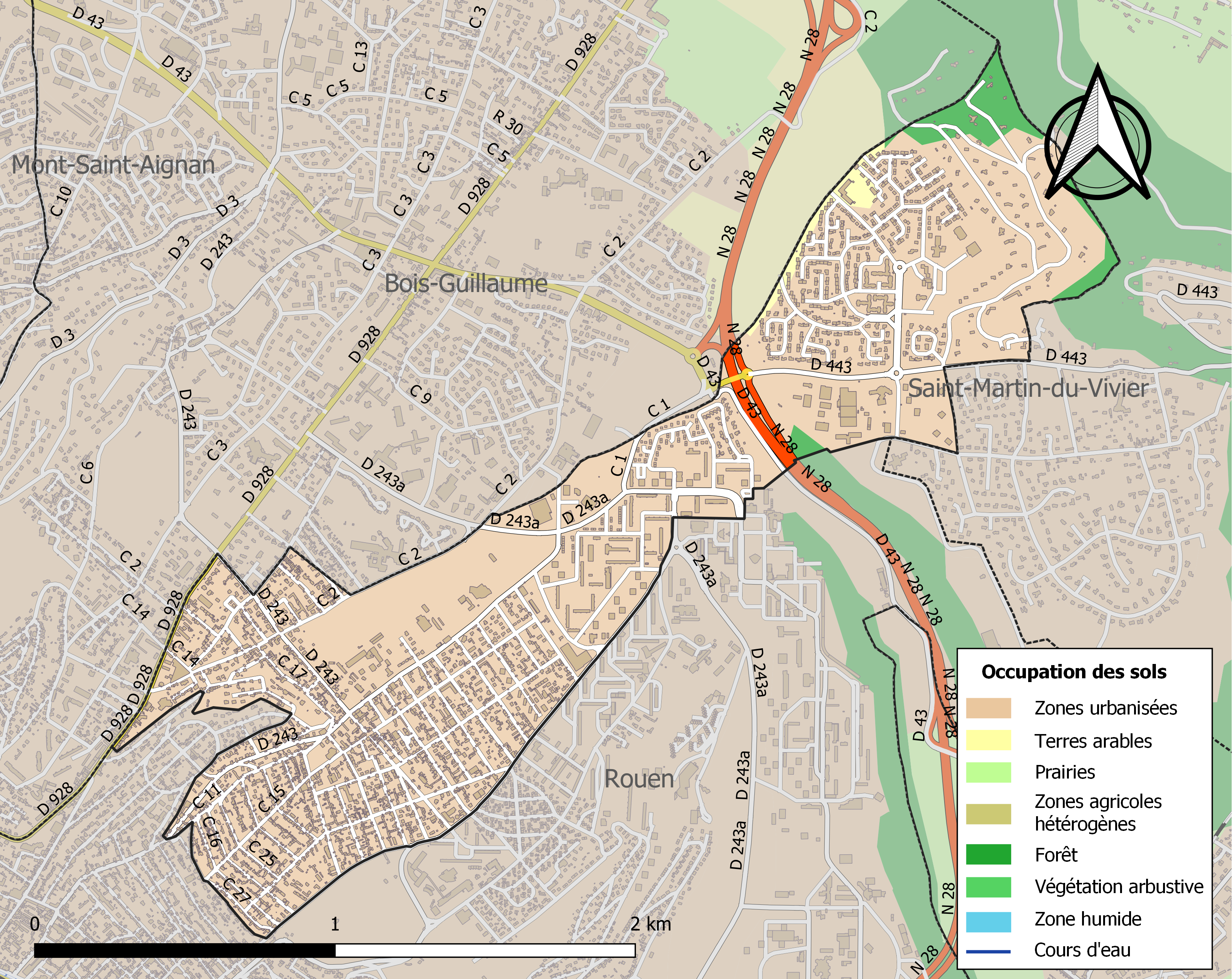
Kaart van de gemeente met de belangrijkste infrastructuur, bodemgebruik en omliggende gemeenten

De oppervlakte van Bihorel bedraagt 2,5 km², de bevolkingsdichtheid is 3458,0 inwoners per km².

## Demografie
Onderstaande figuur toont het verloop van het inwonertal.